# Jesy Nelson
Jessica Louise Nelson (nascuda el 14 de juny de 1991) és una cantant anglesa i antiga membre del grup de noies britànic Little Mix. El grup va ser format en la vuitena temporada de The X Factor el 2011 i va esdevenir el primer grup a guanyar la competició. Des del seu debut, el grup de noies ha venut més de 50 milions d'exemplars a tot el món, sent un dels 5 grups de noies més venudes de tots els temps. El 2019, Nelson va presentar un documental a BBC Three basat en les seves experiències amb imatge de cos i l'assetjament en línia titulat Jesy Nelson: Odd One Out, el qual va guanyar el Factual Entertainment Award a la vint-i-cinquena edició dels National Television Awards. El 14 de desembre de 2020, va decidir deixar el grup per raons relacionades amb la seva salut mental.

## Infantesa
Jessica Louise Nelson va néixer el 14 de juny de 1991. Va créixer a Romford, a l'est de Londres. Els seus pares són John Nelson, un home de negocis, i Janice White, una agent de Servei de Comunitat Policial. Els seus pares es van seperar quan tenia cinc anys. És la segona més jove de quatre germans amb una germana més gran Jade, un germà més gran Jonathan i un germà més jove Joseph.
Nelson va assistir a Jo Richardson Community School i a Abbs Cross Academy and Arts College, a Hornchurch, Londres. També va assistir a l'escola de teatre de Sylvia Young i Yvonne Rhodes. Una de les seves companyes de classe era Rita Ora. Abans d'audicionar pel X Factor, Nelson va treballar com a cambrera a Dagenham. El 2020, Nelson va dir que com a nena, va tenir funcions petites com un extra dins a About a Boy (2002) i Harry Potter i el calze de Foc (2005).
La seva primera audició va ser "Bust El vostre Windows" de Jazmine Sullivan. Des de haverse unit a Little Mix, ha fet front a cyber-assetjament i lluitat per aguantar durant el seu temps en The X Factor. Nelson i Perrie Edwards va ser posades en un grup anomenat "Faux Pas" mentre Jade Thirlwall i Leigh-Anne Pinnock van ser posades en un grup anomenat "Orion". Ambdós grups, tanmateix, va fallar per progressar. Més tard, una decisió va ser feta per formar el grup de quatre peces Rhythmix, i van progressar a les cases dels jutges. Elles van finalment assolir els espectacles vius i van ser anomenades per Tulisa Contostavlos. El 28 d'octubre de 2011, va ser anunciat que el nom nou del grup seria Little Mix. L'11 de desembre de 2011, Little Mix va ser anunciada com les guanyadores, sent el primer grup a guanyar el programa. Nelson va treure sis àlbums amb el grup; ADN (2012), Salute (2013), Get Weird (2015), Glory Days (2016), LM5 (2018) i Confetti (2020). El desembre de 2020, va anunciar la seva sortida del grup a causa de problemes amb la seva salut mental en un missatge a les xarxes socials.

## Vida personal
Nelson ha dit que patir assatjament escolar pot haver contribuït al seu sofriment d'estrès-alopècia induïda com a adolescent. En el seu documental BBC anomenat Odd One Out, Nelson va ser vocal sobre la seva lluita amb imatge de cos. Va dir que es negava menjar abans de les actuacions de televisió o videoclpis, i llavors menjava sense parar. Va dir que l'abús d'en línia per trolls en Twitter la va conduir a intentar el suïcidi el 2013, declarant: "sentia que físicament no podria tolerar més el dolor."
El 2014, Nelson va començar a sortir amb el cantant principal de Rixron, Jale Roche. La parella es va comprometre el 19 de juliol de 2015, però es van separar el novembre de 2016. El 2019, Nelson va començar a sortir amb el concursantt de Love Island Chris Hughes, però es van separar l'abril de 2020 per raons personals. Quatre mesos més tard, va anunciar que estava en una relació amb l'actor Sean Sagar.
Nelson té 15 tatuatges, inclosa una cita al braç superior dret: "La música és la forma més forta de màgia".
El novembre de 2020, el publicista de Little Mix va declarar que Nelson prendria un llarg descans amb el grup pop per "motius mèdics privats".
El 14 de desembre de 2020, Nelson va anunciar la seva sortida de Little Mix a causa de lluites amb la salut mental.

## Discografia

### Crèdits de composició
| Títol                | Artistes                       | Any  | Àlbum            | Notes          |
| -------------------- | ------------------------------ | ---- | ---------------- | -------------- |
| "Change Your Life"   | Little Mix                     | 2012 | DNA              | Co-compositora |
| "DNA"                | Little Mix                     | 2012 | DNA              | Co-compositora |
| "Wings"              | Little Mix                     | 2012 | DNA              | Co-compositora |
| "How Ya Doin'?"      | Little Mix                     | 2012 | DNA              | Co-compositora |
| "Little Me"          | Little Mix                     | 2013 | Salute           | Co-compositora |
| "Move"               | Little Mix                     | 2013 | Salute           | Co-compositora |
| "Salute"             | Little Mix                     | 2013 | Salute           | Co-compositora |
| "Pretty Girls"       | Britney Spears and Iggy Azalea | 2015 | Non-album single | Co-compositora |
| "Shout Out to My Ex" | Little Mix                     | 2016 | Glory Days       | Co-compositora |

| Any  | Títol                               | Rol                    | Notes                 |
| ---- | ----------------------------------- | ---------------------- | --------------------- |
| 2002 | About a Boy                         | Estudiant en assemblea | Paper secundari       |
| 2005 | Harry Potter and the Goblet of Fire | Ballarina              | Paper secundari       |
| 2011 | The X Factor                        | Concursant             | Guanyadora            |
| 2019 | Eat in with Little Mix              | Ella mateixa           | Sèrie Web             |
| 2019 | Jesy Nelson: Odd One Out            | Ella mateixa           | BBC Three documental  |
| 2020 | The Voice UK                        | Ella mateixa           | Estrella convidada    |
| 2020 | Little Mix The Search               | Judge                  | Competició musical    |
| 2020 | How To Be Anne-Marie                | Ella mateixa           | Documental de Youtube |
| 2020 | LM5: The Tour Film                  | Ella mateixa           | Película de tour      |

## Premis i nominacions
| Any  | Premi                      | Categoria                            | Nominats     | Resultat  | Ref.          |
| ---- | -------------------------- | ------------------------------------ | ------------ | --------- | ------------- |
| 2019 | CelebMix Awards            | Biggest Inspiration                  | Ella mateia  | Nominat   | [ 32 ]        |
| 2019 | I Talk Telly Awards        | Best Documentary                     | Odd One Out  | Guanyador | [ 33 ]        |
| 2019 | OnSide Awards              | Gold award                           | Odd One Out  | Guanyador | [ 34 ]        |
| 2020 | National Television Awards | Factual Entertainment                | Odd One Out  | Guanyador | [ 35 ] [ 36 ] |
| 2020 | Visionary Honours Awards   | Documentary of the Year              | Odd One Out  | Guanyador | [ 37 ]        |
| 2020 | PLT Awards                 | Inspirational Influencer of the Year | Ella mateixa | Guanyador | [ 39 ]        |
| 2020 | CelebMix Awards            | Biggest Inspiration                  | Ella mateixa | Pendent   | [ 40 ]        |